# Autriche au Concours Eurovision de la chanson 1958
L'Autriche a participé au Concours Eurovision de la chanson 1958, alors appelé le Grand prix Eurovision de la chanson européenne 1958, à Hilversum, aux Pays-Bas. C'est la 2e participation autrichienne au Concours Eurovision de la chanson.
Le pays est représenté par Liane Augustin et la chanson Die ganze Welt braucht Liebe, sélectionnés par l'Österreichischer Rundfunk.

## Sélection
Le radiodiffuseur autrichien, l'Österreichischer Rundfunk (ÖRF), choisit l'artiste et la chanson en interne pour représenter l'Autriche au Concours Eurovision de la chanson 1958.
Lors de cette sélection, c'est Liane Augustin et la chanson Die ganze Welt braucht Liebe, écrite par Günther Leopold et composée par Kurt Werner, qui furent choisies.

## À l'Eurovision
Chaque pays avait un jury de dix personnes. Chaque membre du jury pouvait donner un point à sa chanson préférée.

### Points attribués par l'Autriche
| 7 points | France                 |
| 1 point  | Allemagne Italie Suède |

### Points attribués à l'Autriche
| 10 points | 9 points | 8 points | 7 points | 6 points                        |
| --------- | -------- | -------- | -------- | ------------------------------- |
|           |          |          |          |                                 |
| 5 points  | 4 points | 3 points | 2 points | 1 point                         |
|           |          | - France | - Suisse | - Belgique - Luxembourg - Suède |

Liane Augustin interprète Die ganze Welt braucht Liebe en 9e position, après l'Allemagne et avant la Suisse. Au terme du vote final, l'Autriche termine 5e sur 10 pays avec 8 points.